# Het winterkoninkje
Het winterkoninkje is een sprookje dat werd genoteerd door de gebroeders Grimm voor Kinder- und Hausmärchen met volgnummer KHM171. De oorspronkelijke naam is Der Zaunkönig.

## Het verhaal
In oude tijden had elk geluid een betekenis, geluiden van voorwerpen en ook van dieren. Iedereen verstond de taal van de vogels, terwijl het nu klinkt als getjilp en gefluit of als muziek zonder woorden. De vogels willen niet langer zonder heer zijn en besluiten een van hen te kiezen als koning. De kievit is hiertegen, hij wil vrij sterven zoals hij geleefd heeft. Hij roept dit niet, dit niet en trekt zich terug in eenzame moerassen. De vogels willen de zaak bespreken en op een morgen in mei komen ze samen. De koekoek en de hop en een heel klein vogeltje zonder naam zijn erbij. De kip kakelt en wil weten waarom er zo'n massa bijeen is en de haan kalmeert zijn lieve hennetje door te zeggen dat het rijkelui, rijkelui zijn. Degene die het hoogst kan vliegen, zal koning worden en de boomkikvors waarschuwt de vogels. De kraai zegt dat alles kalm an moet gebeuren en de vogels besluiten dezelfde ochtend op te vliegen. Een zwarte wolk rijst op en de arend vliegt het hoogst naar de zon. Hij ziet dat iedereen onder hem blijft en begint weer te dalen. Maar het kleine naamloze vogeltje had zich in zijn veren verstopt en vliegt nu omhoog en kan God op zijn troon zien zitten. Het vogeltje roept koning ben ik, koning ben ik en de vogels worden kwaad.
De vogels stellen een nieuwe voorwaarde omdat ze de streken en listen niet accepteren. Degene die het diepst in de aarde kan vallen, wordt koning. De haan graaft een kuil en de eend verstuikt een poot in een greppel. De naamloze vogel glipt in een muizengat en roept koning ben ik, koning ben ik. De andere vogels willen hem uithongeren en houden het muizengat in de gaten. De uil wordt als bewaker gekozen en moet zijn leven als borg geven. 's Avonds gaan de vogels met vrouw en kinderen naar bed, alleen de uil blijft staan. Hij doet één oog dicht en waakt met het andere. De naamloze vogel wil weg, maar de uil ziet hem en houdt hem tegen. De uil doet dan zijn ene oog dicht en het andere oog open. Hij blijft dit doen, totdat hij vergeet weer een oog te openen. De uil valt in slaap en de naamloze vogel ontsnapt. De uil mag zich overdag niet meer vertonen en hij jaagt op muizen, omdat ze zulke lelijke gaten maken. Ook het kleine vogeltje is bang en scharrelt in heggen rond. De andere vogels noemen hem spottend de heggenkoning en wij noemen hem het winterkoninkje. De leeuwerik is blij dat hij niet naar het winterkoninkje hoeft te luisteren en roept o, wat mooi, mooi is dat, mooi, mooi, o wat mooi als de zon schijnt.

## Achtergronden
- Het sprookje is een combinatie van de versie van dominee Musäus, te vinden in een historisch jaarboek over Mecklenburg (1840) en die van germanist Karl Gödeke (1838), opgetekend in Celle.
- Klank is essentieel in dit sprookje, de werktuigen en dieren maken geluiden die iets betekenen, zoals in De broodkruimels op de tafel (KHM190).
- Het is een ethologisch sprookje, het verklaart het uiterlijk of de gewoonte van dieren, zoals De schol (KHM172), De roerdomp en de hop (KHM173) en De broodkruimels op de tafel (KHM190) en diverse verhalen in Sprookjes van de Lage Landen met titels als Waarom de beer een korte staart heeft of Waarom katten zich schoonlikken na het eten.
- In De zeven Zwaben (KHM119) denken mannen dat ze de schout horen praten, als een kikker kwaakt, en verdrinken hierdoor.
- Er is ook het sprookje Het winterkoninkje en de beer (KHM102).